# 고바야카와 다케히코
고바야카와 다케히코(일본어: 小早川 毅彦, 1961년 11월 15일 ~ )는 일본의 전 프로 야구 선수이자 야구 해설가·평론가이다.

## 인물

### 프로 입단 전
중학교 시절부터 야구를 시작해 졸업 후 PL가쿠엔 고등학교에 진학하면서 1979년 봄에 열린 고시엔 대회에 출전했다. 이후 호세이 대학에 입학하면서 1학년 때부터 4번 타자를 맡아 2학년 시절인 추계 리그에서는 3관왕을 획득하면서 베스트 나인을 5차례에 선정되는 등 맹활약을 했다.

### 히로시마 도요 카프 시절
1983년 프로 야구 드래프트 회의에서 2순위로 히로시마 도요 카프에 입단, 같은 포지션을 갖고 있는 오사나이 다카시를 제치고 입단 첫 해부터 클린업 타선을 형성시켜 1984년에 신인왕을 차지했다. ‘빨간 헬멧의 젊은 주인’(赤ヘルの若大将)으로서 기누가사 사치오나 야마모토 고지의 후계자로서 많은 기대를 받았다. 야마모토 고지가 은퇴한 후에는 팀의 4번 타자로서 ‘파워가 있으면서 찬스에 강하다’라고 평을 받을 정도로 기대되는 것도 많았다(우승 경험도 있다). 다리는 빠르지 않고 내야 안타는 적었지만 수비는 1루수외에도 팀내 사정으로부터 2루수나 3루수를 지킨 경험도 있다.
그 후 1991년 경부터 팀은 야마모토 고지의 지휘하에서 노무라 겐지로나 마에다 도모노리 등과 같은 젊은 선수들이 활약하는 한편 고바야카와는 선발에서 제외되는 경우가 많아 좀처럼 출전 기회를 가질 수가 없었다. 1996년 시즌 종료 후 자유 계약 선수로 야쿠르트 스왈로스에 이적했다.

### 야쿠르트 스왈로스 시절
이듬해 1997년 4월 4일의 개막전(요미우리 자이언츠 전·도쿄 돔)에 노무라 가쓰야 감독으로부터 “너는 대학 1학년부터 4번, 프로에서는 신인왕, 그러니까 이적 1년째도 반드시 할 수 있다”라고 말해 선발 멤버(5번 타자)로 발탁되었다. 상대 투수는 당시 1994년부터 1996년에 걸쳐 3년 연속 개막전 완봉 승리를 기록하고 있던 요미우리의 사이토 마사키로부터 3타석 연속 홈런을 때려내는 등 일명 ‘노무라 재생 공장’ 아래에서 부활을 이뤄 팀의 리그 우승과 일본 시리즈 우승에 기여했다. 1999년 시즌 종료 후 16년간의 현역 생활을 은퇴했다.

### 그 후
이듬해인 2000년부터 2005년까지 NHK와 산케이 스포츠에서 프로 야구나 메이저 리그의 해설을 맡았다. 2006년부터는 현역 시절 친정 팀인 히로시마의 타격 코치로 부임해 2008년 8월 21일에는 대리 감독인 제프 리브시(마티 브라운 감독이 모친의 장례로 귀국을 위해 대리 감독을 맡았다)가 심판의 판정에 항의하면서 퇴장 처분을 받아 이후 9회초부터 ‘대리 감독 대행’을 맡았다. 브라운 감독의 사임에 맞춰 팀 타선 부진에 대한 책임을 물어 2009년 시즌 끝으로 코치직에서 물러났다.
2010년부터는 다시 NHK의 야구 해설위원 및 산케이 스포츠의 야구 평론가를 맡았다.

## 상세 정보

### 출신 학교
- PL가쿠엔 고등학교
- 호세이 대학

### 선수 경력
- 히로시마 도요 카프(1984년 ~ 1996년)
- 야쿠르트 스왈로스(1997년 ~ 1999년)

### 지도자·기타 경력
- NHK, 산케이 스포츠 야구 해설위원(2000년 ~ 2005년, 2010년 ~ )
- 히로시마 도요 카프 타격 코치(2006년 ~ 2009년)

### 수상·타이틀 경력

#### 타이틀
- 최다 승리 타점 : 1회(1987년)

#### 수상
- 신인왕(1984년)
- 월간 MVP : 1회(1987년 6월)

### 개인 기록
- 첫 출장 : 1984년 4월 7일, 대 주니치 드래건스 전(히로시마 시민 구장)
- 첫 안타 : 1984년 4월 20일, 대 야쿠르트 스왈로스 전(히로시마 시민 구장)
- 첫 홈런 : 1984년 5월 6일, 대 요미우리 자이언츠 전(고라쿠엔 구장)
- 올스타전 출장 : 2회(1984년, 1987년)
- 통산 1000경기 출장 : 1993년 6월 26일(311번째)

### 등번호
- 6(1984년 ~ 1996년)
- 7(1997년 ~ 1999년)
- 88(2006년 ~ 2009년)

### 연도별 타격 성적
| 연 도       | 소 속       | 경 기 | 타 석 | 타 수 | 득 점 | 안 타 | 2 루 타 | 3 루 타 | 홈 런 | 루 타 | 타 점 | 도 루 | 도 루 자 | 희 생 번 | 희 생 플 | 볼 넷 | 고 4 | 사 구 | 삼 진 | 병 살 타 | 타 율 | 출 루 율 | 장 타 율 | O P S |
| ----------- | ----------- | ----- | ----- | ----- | ----- | ----- | ------- | ------- | ----- | ----- | ----- | ----- | -------- | -------- | -------- | ----- | ---- | ----- | ----- | -------- | ----- | -------- | -------- | ----- |
| 1984년      | 히로시마    | 112   | 420   | 375   | 50    | 105   | 17      | 1       | 16    | 172   | 59    | 8     | 1        | 4        | 3        | 27    | 1    | 11    | 66    | 8        | .280  | .344     | .459     | .803  |
| 1985년      | 히로시마    | 98    | 312   | 269   | 41    | 78    | 16      | 3       | 14    | 142   | 45    | 4     | 3        | 3        | 2        | 34    | 1    | 4     | 66    | 4        | .290  | .375     | .528     | .903  |
| 1986년      | 히로시마    | 73    | 190   | 173   | 21    | 45    | 5       | 0       | 12    | 86    | 24    | 1     | 0        | 0        | 2        | 15    | 1    | 0     | 33    | 6        | .260  | .316     | .497     | .813  |
| 1987년      | 히로시마    | 124   | 470   | 420   | 57    | 120   | 17      | 1       | 24    | 211   | 93    | 5     | 4        | 0        | 5        | 37    | 5    | 8     | 96    | 11       | .286  | .351     | .502     | .853  |
| 1988년      | 히로시마    | 126   | 532   | 453   | 63    | 131   | 24      | 2       | 17    | 210   | 69    | 8     | 3        | 0        | 0        | 72    | 12   | 7     | 74    | 9        | .289  | .395     | .464     | .859  |
| 1989년      | 히로시마    | 114   | 458   | 396   | 48    | 119   | 13      | 1       | 12    | 170   | 61    | 1     | 2        | 1        | 3        | 56    | 1    | 2     | 68    | 11       | .301  | .387     | .429     | .826  |
| 1990년      | 히로시마    | 105   | 409   | 353   | 49    | 100   | 12      | 1       | 17    | 165   | 61    | 2     | 3        | 0        | 6        | 45    | 1    | 5     | 71    | 7        | .283  | .367     | .467     | .834  |
| 1991년      | 히로시마    | 92    | 270   | 239   | 24    | 62    | 14      | 0       | 7     | 97    | 39    | 0     | 1        | 1        | 3        | 25    | 0    | 2     | 38    | 5        | .259  | .331     | .406     | .737  |
| 1992년      | 히로시마    | 113   | 392   | 330   | 36    | 92    | 18      | 1       | 11    | 145   | 55    | 0     | 1        | 0        | 4        | 53    | 3    | 5     | 75    | 8        | .279  | .383     | .439     | .822  |
| 1993년      | 히로시마    | 106   | 362   | 309   | 36    | 83    | 11      | 1       | 17    | 147   | 45    | 1     | 1        | 1        | 4        | 43    | 4    | 5     | 74    | 6        | .269  | .363     | .476     | .839  |
| 1994년      | 히로시마    | 93    | 169   | 150   | 13    | 37    | 4       | 0       | 6     | 59    | 18    | 2     | 0        | 0        | 1        | 18    | 0    | 0     | 29    | 4        | .247  | .325     | .393     | .718  |
| 1995년      | 히로시마    | 66    | 135   | 113   | 8     | 27    | 6       | 0       | 2     | 39    | 14    | 2     | 1        | 0        | 2        | 19    | 0    | 1     | 28    | 3        | .239  | .348     | .345     | .693  |
| 1996년      | 히로시마    | 8     | 8     | 8     | 0     | 1     | 0       | 0       | 0     | 1     | 0     | 0     | 0        | 0        | 0        | 0     | 0    | 0     | 3     | 0        | .125  | .125     | .125     | .250  |
| 1997년      | 야쿠르트    | 116   | 359   | 309   | 37    | 77    | 13      | 0       | 12    | 126   | 33    | 0     | 2        | 0        | 1        | 45    | 2    | 4     | 72    | 8        | .249  | .351     | .408     | .759  |
| 1998년      | 야쿠르트    | 62    | 93    | 81    | 6     | 14    | 4       | 0       | 3     | 27    | 8     | 0     | 1        | 0        | 0        | 12    | 0    | 0     | 12    | 6        | .173  | .280     | .333     | .613  |
| 1999년      | 야쿠르트    | 23    | 21    | 19    | 1     | 2     | 0       | 0       | 1     | 5     | 2     | 0     | 0        | 0        | 0        | 1     | 0    | 1     | 5     | 0        | .105  | .190     | .263     | .453  |
| 통산 : 16년 | 통산 : 16년 | 1431  | 4600  | 3997  | 490   | 1093  | 174     | 11      | 171   | 1802  | 624   | 34    | 23       | 10       | 36       | 502   | 31   | 55    | 810   | 96       | .273  | .359     | .451     | .810  |